# گارجنگتس-کولونگا
گارجنگتس-کولونگا (به لهستانی:  Gardzienice-Kolonia) یک روستا در لهستان است که در گمینا چیپیلوو واقع شده‌است.